# 蘇扎諾

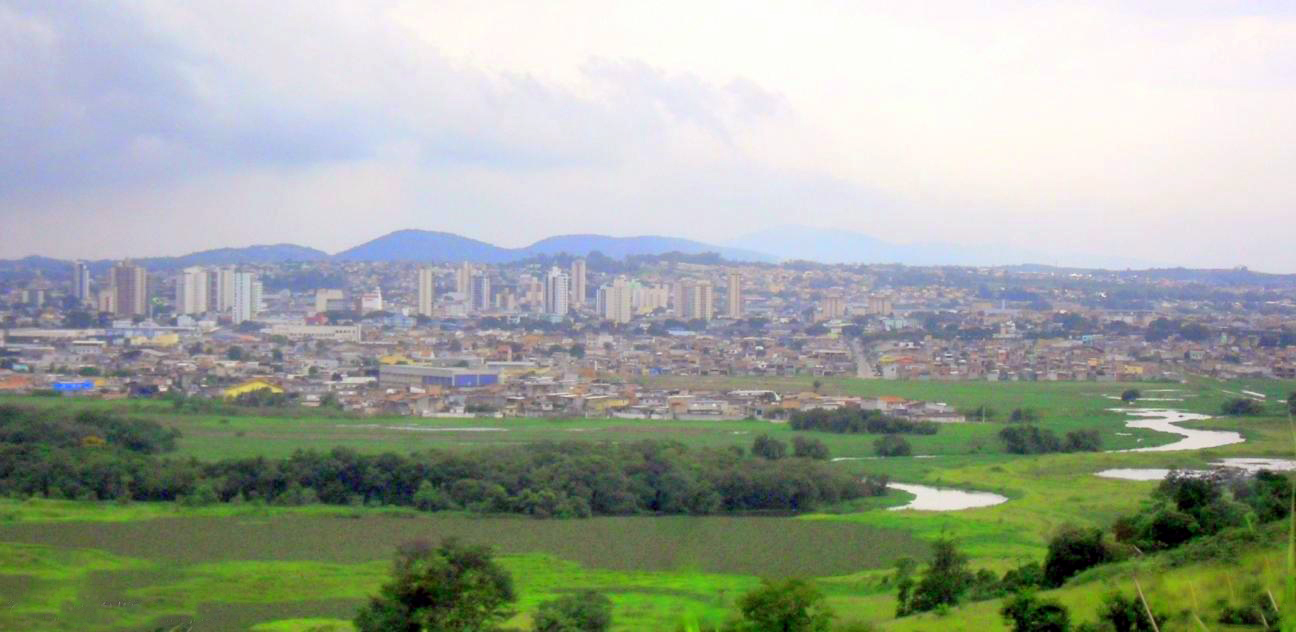
蘇扎諾

蘇扎諾（葡萄牙語：Suzano）是巴西的城市，位於該國東南部，由聖保羅州負責管轄，始建於1919年12月27日，面積206平方公里，海拔高度749米，受亞熱帶氣候影響，主要經濟活動是工業，2007年人口268,777。

## 外部連結
- （葡萄牙文） Suzano City Hall Web site （页面存档备份，存于）